# هریان (رزن)
هریان (رزن)، روستایی از توابع بخش مرکزی شهرستان رزن در استان همدان ایران است.

## موقعیت
این روستا از سمت شمال با روستای سایان از سمت جنوب با روستای ماماهان و از سمت غرب با روستای سرواک و از سمت مشرق با روستای آکله همسایه است. وجه تسمیه نام روستا این خاطر است که از روستاهای اطراف به این روستا کوچ کرده‌اند که هریان نام گرفته‌است.

## جمعیت
این روستا در دهستان رزن قرار دارد و بر اساس سرشماری مرکز آمار ایران در سال ۱۳۹۵، جمعیت آن ۱۱۷۶ نفر (۳۶۹خانوار) بوده‌است. شغل اصلی مردم روستا دامداری و کشاورزی است که البته به دلیل خشکسالی تقریباً رها شده یا مشغول دیم کاری هستند.. اکثر جوانهای روستا در ادارات دولتی مشغول هستند که از آن جمله نیروی انتظامی، سپاه، آموزش و پرورش، دادگستری و حوزه علمیه می‌توان اشاره کرد.

## فرهنگ
در این روستا دو هیئت مذهبی به نامهای حضرت ابوالفضل و اباصالح المهدی زیر نظر روحانی مستقر روستا درحال فعالیت هستند. این روستا از لحاظ مذهبی زبان زد منطقه می‌باشد که به دارالمؤمنین معروف است.مردمان این روستا بواسطه سطح تحصیلات بالا به عنوان مهد فرهنگ و ادب در سطح شهرستان شناخته شده اند.

### آثار باستانی
از بناهای تاریخی این روستا می‌توان به حمام قدیمی که قدمتی بالای ۲۰۰ سال دارد اشاره کرد. تپه گوور قلعه که گفته شده یک روستا بوده، بر اثر سیل و زلزله تخریب شده‌است.

## تاریخ

### در جنگ ایران و عراق
از مردم این روستا در طول ۸ سال جنگ ایران و عراق ۷ تن کشته، ۱۰ تن دیگر زخمی و یک تن آزاده شدند.